# یونیونویل (شهرستان فردریک، مریلند)
یونیونویل (به انگلیسی: Unionville) یک منطقهٔ مسکونی در ایالات متحده آمریکا است که در مریلند واقع شده‌است.